# Ngọc Tuyền
Ngọc Tuyền (giản thể: 玉泉区; phồn thể: 玉泉區; bính âm: Yùquán Qū; nghĩa đen 'suối ngọc') là một khu (quận) của địa cấp thị Hohhot, khu tự trị Nội Mông Cổ, Trung Quốc.

### Nhai đạo
- Tiểu Chiêu Tiền Nhai (小召前街街道)
- Hưng Long Hạng (兴隆巷街道)
- Trường Hoa Lang (长和廊街道)
- Thạch Dương Kiều Đông Lộ (石羊桥东路街道)
- Đại Nam Nhai (大南街街道)
- Ngạc Nhĩ Đa Tư Lộ (鄂尔多斯路街道)
- Tây Thái Viên (西菜园街道)
- Chiêu Quân Lộ (昭君路街道)

### Trấn
- Tiểu Hắc Hà (小黑河镇)